# مونشبرغ
مونشبرغ (بالألمانية: Münchberg) هي بلدة ألمانية تقع في ألمانيا في بافاريا. يقدر عدد سكانها بـ 11,249 نسمة .

## أعلام
- أوغست هورش
- كلوز شترونتس
- كلاوس ديتريتش